# Hungershäuser Bach
Der Hungershäuser Bach, auch Hungershäuserbach, ist ein etwa 7 km langer westlicher, orographisch linker Zufluss der Werra. Er entspringt im niedersächsischen Teil des Kaufunger Walds (im Landkreis Göttingen) und mündet im hessischen Ermschwerd (im Werra-Meißner-Kreis) in die Werra.

## Verlauf
Sein längster Quellbach entspringt in dem nach Hessen hineinragenden südlichsten Zipfel des Landkreises Göttingen, etwa 80 m südlich der niedersächsischen Landesstraße 563 von Kleinalmerode nach Nieste, an der Wasserscheide zwischen Werra und Fulda, auf etwa 410 m Höhe in einem Einschnitt am Nordhang des Mühlensteins (607,2 m). Er fließt von dort nach Norden, nimmt innerhalb der ersten 1,3 km vier weitere Quellbäche auf und passiert, in einem tief eingeschnittenen engen Waldtal verlaufend, bei etwa Fließkilometer 1,5, den Hungershäuser Teich (295 m über NHN). Unmittelbar darauf tritt er in hessisches Gebiet ein und biegt dann allmählich nach Nordosten um. Nach etwa 1,75 km Gesamtfließstrecke passiert er die Wüstung Hungershausen, nach der er benannt ist.
Nach insgesamt etwa 3,5 km Fließstrecke unterquert er die hessische Landesstraße L 3401 zwischen Hubenrode und Kleinalmerode. Danach verläuft er in mehreren langgezogenen Kurven weiter in allgemein nordöstlicher Richtung und passiert dabei nach weiteren 1,2 km die 1612 erstmal urkundlich erwähnte Hasenmühle (200 m über NHN, seit 1957 Waldrestaurant und Pension) östlich von Hubenrode. Nach weiteren 700 m biegt er am steilen Westhang des Rodebergs (339,7 m) um nach Norden, nimmt etwa 900 m weiter nördlich einen größeren, von Westen, orographisch links kommenden Bach auf und biegt dann nach Ostnordosten in ein enges Waldtal am Nordhang des Rodebergs ein. Dieses durchfließt er, dabei von der L 3401 begleitet, auf einer Länge von rund 800 m bis nach Ermschwerd. Er durchquert das Dorf, dabei auf etwa 150 m Länge unterirdisch kanalisiert, führt unter der die Werra links begleitenden L 3238 hindurch und mündet dann auf 133 m Höhe in die Werra.

## Naturschutzgebiet
Das Gebiet um die Quellbäche des Hungershäuser Bachs ist Teil des Naturschutzgebiets Bachtäler im Kaufunger Wald (NSG BR 157) und des gleichnamigen FFH-Gebietes 143.